# Paolo Pavese
Paolo Pavese (Ferrandina, 23 luglio 1957) è un allenatore di calcio ed ex calciatore italiano, di ruolo centrocampista.

## Carriera

### Giocatore
Pavese gioca prima da mediano, poi da regista avanzato. Inizia nella Virtus Ferrandina nei campionati regionali della Basilicata, ma ben presto ottiene il salto nella Serie C, categoria in cui passerà quasi tutti gli anni di calcio giocato. Si trasferisce quindi prima al Matera, dove nel 1979 contribuisce alla storica, unica promozione in Serie B della compagine bianco-azzurra, segnando anche il primo dei quattro gol nella gara decisiva giocata dai lucani contro la Lucchese. Successivamente va al Potenza, e dopo diverse stagioni passate tra i due capoluoghi lucani, passa al Bisceglie (Serie C2). Dopo un transito in quel di Pisticci (C.N.D.), torna a Ferrandina, dove inizia la carriera di allenatore.

### Allenatore
L'inizio è con il Ferrandina, dove ottiene subito il salto dalla Promozione all'Eccellenza, e sfiora la promozione nei Dilettanti due anni dopo, perdendo agli spareggi contro il Termoli dopo essere arrivato secondo in campionato dietro il Villa d'Agri.
Le maggiori soddisfazioni arrivano, tuttavia, dalla collaborazione con Luigi De Canio, ex compagno di squadra a Matera e Pisticci. Prima come collaboratore, poi come vice dello stesso De Canio, dopo una parentesi a Carpi in C1 nel 1996-97 (sconfitto in finale dei playoff dal Monza), ha esperienze al Napoli, in Serie B (stagione 2001-02, quinto posto e promozione sfiorata per un soffio), alla Reggina (stagione 2002-03, subentrati a metà stagione, salvi dopo lo spareggio contro l'Atalanta) e al Siena (due salvezze consecutive, stagioni 2004-2005 e 2005-2006), in Serie A. Nel mezzo ci sono due esperienze da primo allenatore nella quarta serie, chiusesi entrambe anzitempo, ancora a Ferrandina nella stagione 1999-2000, e a Bernalda col Magna Grecia nel 2003-2004.
È della stagione 2007-2008 l'avventura inglese al QPR, club inglese di seconda divisione, di proprietà di Flavio Briatore, Bernie Ecclestone e del magnate indiano Lakshmi Mittal. Ed è proprio alla guida della squadra londinese che Pavese ottiene una delle più grandi gioie della sua carriera quando, il 2 febbraio 2008, complice l'assenza di De Canio per motivi personali, guida la squadra alla vittoria per 3-0 contro il Bristol City allora capolista. Il duo lucano preleva i londinesi da una posizione a ridosso della zona retrocessione, e li porta fino quasi alla zona playoff, assestandosi infine a centro classifica.
Nel marzo 2009 De Canio e Pavese subentrano a Mario Beretta e Carlo Garavaglia alla guida del Lecce, in Serie A. A causa dell'espulsione di De Canio nella gara del 22 marzo 2009, pareggiata per 2-2 contro l'Atalanta, e alla conseguente squalifica di De Canio stesso, Pavese fa ufficialmente il suo esordio su una panchina di Serie A a San Siro il 5 aprile 2009, in Milan-Lecce (2-0). Stavolta il miracolo non riesce, e la squadra salentina retrocede tra i cadetti.
Pavese è confermato a Lecce anche nella stagione 2009-2010, dove vince il campionato di Serie B, tornando quindi nella massima serie dopo appena un anno.
L'anno successivo non rinnova il contratto con la società giallorossa.
Nella stagione 2012-13 entra a far parte dello staff tecnico del Genoa nel nuovo ruolo di analista, che ricoprirà anche l'anno successivo nella sfortunata parentesi di Catania.

## Palmarès

### Club

#### Competizioni nazionali
- Campionato italiano Serie C1: 1

Matera: 1978-1979